# Gmina Warka
Die Gmina Warka ist eine Stadt-und-Land-Gemeinde im Powiat Grójecki der Woiwodschaft Masowien in Polen. Ihr Sitz ist die gleichnamige Stadt mit etwa 11.950 Einwohnern.

## Geographie

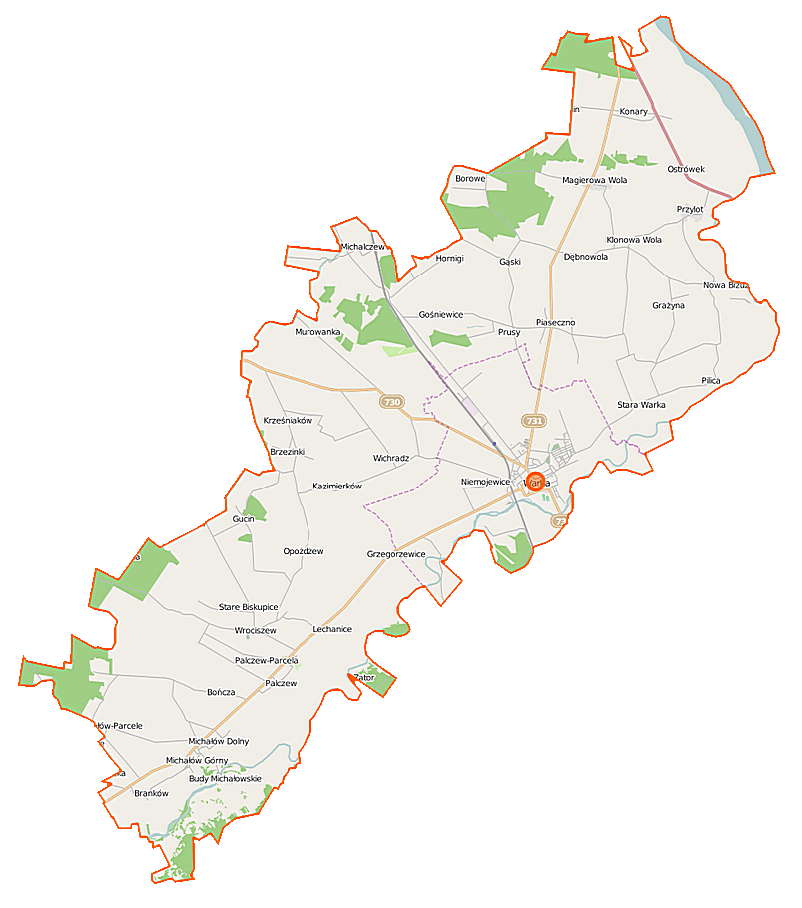
Karte der Gemeinde

Warschau liegt etwa 40 Kilometer nördlich, die Großstadt Radom 30 Kilometer südlich. Nachbargemeinden sind: Białobrzegi, Chynów, Góra Kalwaria, Grabów nad Pilicą, Jasieniec, Magnuszew, Promna, Sobienie-Jeziory, Stromiec und Wilga.
Die Pilica durchzieht den Süden des Gemeindegebiets, wo sie zum Teil die Grenze bildet. Im Nordosten grenzt die Gemeinde an die Weichsel.

## Geschichte
Die Landgemeinde wurde 1973 gebildet. Stadt- und Landgemeinde wurden 1990/1991 zur Stadt-und-Land-Gemeinde zusammengelegt. Ihr Gebiet gehörte von 1975 bis 1998 zur Woiwodschaft Radom.

## Gliederung
Zur Stadt-und-Land-Gemeinde Warka mit etwa 19.250 Einwohnern gehören neben der Stadt selbst folgende 46 Dörfer mit einem Schulzenamt:
Bończa
Borowe
Branków
Brzezinki
Budy Michałowskie
Budy Opożdżewskie
Dębnowola
Gąski
Gośniewice
Grażyna
Grzegorzewice
Gucin
Hornigi
Kalina
Kazimierków
Klonowa Wola
Konary
Krześniaków
Laski
Lechanice
Magierowa Wola
Michalczew
Michałów Dolny
Michałów Górny
Michałów-Parcele
Murowanka
Niwy Ostrołęckie
Nowa Wieś
Nowe Biskupice
Opożdżew
Ostrołęka
Ostrówek
Palczew
Palczew-Parcela
Piaseczno
Pilica
Podgórzyce
Prusy
Przylot
Stara Warka
Stare Biskupice
Wichradz
Wola Palczewska
Wrociszew
Zastruże
Weitere Orte der Gemeinde sind: Gajówka Michałów, Nowa Ostrołęka, Oskardów und Paulin.

## Verkehr
An der Bahnstrecke Warschau–Radom–Krakau liegen (von Nord nach Süd) die Haltepunkte in den Orten Michalczew, Gośniewice und Warka.